# Сильветти, Анна
А́нна Сильве́тти Рие́ра (исп. Anna Silvetti Riera) (17 мая 1957, Барселона, Испания) — мексиканская актриса театра и кино, актриса дубляжа, продюсер. Дочь композитора Хуана Фернандо (Бебу) Сильветти.

## Биография
Родилась 17 мая 1957 года в Барселоне в семье будущего известного композитора Хуана Фернандо Сильветти Адорно (1944-2003) и будущей поэтессы Сильвии Риеры. Вместе с родителями переехала в Мексику и дебютировала в 1982 году, в возрасте 25 лет, в мексиканском кинематографе, где с тех пор снялась более чем в 30 кинофильмах и телесериалах.
В 1987 году была приглашена продюсером Валентином Пимштейном на роль Дульсины Линарес в известном телесериале «Дикая Роза». Первые серии с участием Анны Сильветти в роли Дульсины Линарес были успешно отсняты, когда на съёмочную площадку пришла весть о тяжелой болезни матери актрисы и та, недолго думая, оставила съёмочную площадку, чтобы быть с матерью. Продюсеры телесериала решили не просто продолжить съёмки с новой исполнительницей роли Дульсины Линарес, которую в итоге сыграла Лаура Сапата, но решили уничтожить и переснять эпизоды с Анной Сильветти, хотя в сети образ Анны Сильветти в роли Дульсины Линарес сохранился. После того как у матери актрисы болезнь отступила, Валентин Пимштейн вновь пригласил актрису на съёмочную площадку и доверил ей небольшую роль Евы.
Анна Сильветти была номинирована 5 раз на премии Miami Life Awards и TVyNovelas, из которых 4 раза становилась лауреатом премии. В настоящее время живёт в Майами.

## Фильмография

### Актриса

#### Венесуэла

##### Телесериалы телекомпанииVenevicion
- 2001 — Секрет любви — Виктория Вилория
- 2003 — Ребека (совм. с США) — Дионисия Перес
- 2008 — Купленная любовь (совм. с США) — Моргана де ла Фуэнте
- 2010-11 — Ева Луна (совм. с США) — Рената Куэрво
- 2012 — Росарио (совм. с США) — Каридад Чавес
- 2014 — Красотка (совм. с США) — Консуэло Перес

#### Колумбия

##### Телесериалы телекомпанииTelemundo
- Вторая жизнь (совм. с США) — Абигаль Домингес

#### Мексика

##### Телесериалы

###### Свыше 2-х сезонов
- 1985-2007 — Женщина, случаи из реальной жизни (17 сезонов; снялась в одном сезоне в 1990 году) — Клаудия

###### Televisa
- 1982 — Жить влюблённой — Федора
- 1983 — Страстная Исабела — Рехина
- 1986 — Слава и ад — Адриана
- 1987-88 — Дикая Роза — Эва
- 1988 — Грех Оюки — Элианне
- 1989 — Умираю, чтобы жить — Мерседес Гусман
- 1990 — Ничья любовь — Нэнси
- 1992 — Навстречу солнцу — Ноэми
- 1993 — В поисках рая — Лаура
- 1994-96 — Розовые шнурки
- 1996 — Навсегда — Флора
- 1997 — Ад в маленьком городке — Клеотильде

##### Фильмы
- 1984 — Никогда больше... (совм. с Испанией) — мама Луиса

#### США

##### Телесериалы
- 1998-99 — Избранница — Рикарда Рейес де Томпсон

### Продюсер

#### США

##### Фильмы
- 2013 — Проблема зла — ассоциированный продюсер

## Театральные работы
- 2015 —
  - Мосты и пейзажи — Елена
  - Отец красотки — Пакита
  - Принцип Архимеда — директор
  - Цвет желания — Каролина

## Дубляж

### Зарубежные актрисы, говорящие голосом Аны Сильветти
- Шарлиз Терон
- Шерил Хайнс

### Мультипликационные фильмы
- Крёстные родители, волшебные
- Южный парк